# Institut technologique de Tuxtla Gutierrez
L’Institut technologique de Tuxtla Gutierrez (ITTG) est une université publique mexicaine située dans la capitale de l'état de Chiapas, Tuxtla Gutiérrez. Il s’agit d’un établissement d’enseignement supérieur public, une partie du système des instituts technologiques, membre de l’Association Nationale des Universités et des Etablissements d’Enseignement Supérieur (ANUIES), région du sud-est.
L’Université a été fondée le 22 octobre 1972, d’abord sous le nom d’Institut Technologique Régional de Tuxtla Gutierrez, puis elle fut renommée Institut Technologique de Tuxtla Gutierrez (ITTG).

## Histoire
L'institut est actuellement considéré comme l’un des deux plus grandes universités publiques de Chiapas, avec l’université des sciences et des arts de Chiapas. Sa devise est « Ciencia y Tecnología con sentido Humano » (La science et de la technologie avec un sens humain). Son directeur en 2016 est M.E.H. José Luis Méndez Navarro. L´Institut technologique de Tuxtla Gutierrez dépend du Ministère de l´Education Supérieure et de la Direction Générale de l´Education Supérieure Technologique
Il a trois extensions, qui se trouvent dans les villes de Chiapa de Corzo, Venustiano Carranza et Bochil. Il dispose également d’un centre universitaire d’études Master en Science de Mécatronique, Génie Biochimique et un doctorat en science de biotechnologie.

## Offre éducative
Niveau Licence (Ingénieries) : Mécanique, Systèmes Informatiques, Génie Industriel, Électronique, Électrique, Biochimie, Chimie, Gestion d´entreprise.
L’Institut offre également 2 programmes de Licence à distance et possède 3 autres campus.
Niveau Master : Biochimie et Mécatronique, habilités par la Direction Générale de l’Éducation Supérieure Technologique.
Doctorat en biochimie inscrit au Registre des formations d’excellence du CONACYT (es).